# Gant doré (lanceur)

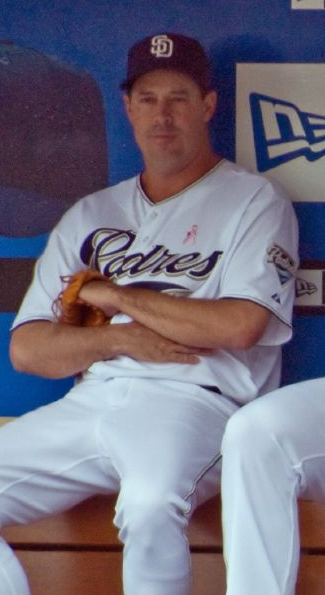
Greg Maddux, joueur ayant remporté 18 gants d'or.

Le Gant doré (en anglais Gold Glove) est un prix décerné annuellement depuis 1957 aux joueurs des Ligues majeures de baseball qui ont démontré les meilleures qualités défensives.
Chaque année, 18 Gants dorés sont attribués, un pour chaque position de chaque ligue.
Le trophée associé au prix est commandité par Rawlings, une compagnie américaine spécialisée dans la commercialisation de produits associés au baseball. Le titre officiel du prix est Rawlings Gold Glove Award.

## Liste complète des gagnants
En 1957, première année où les Gants dorés sont décernés, un seul prix est remis à chaque position, indépendamment de la ligue majeure dans lequel le lauréat évolue. À partir de 1958, un Gant doré est remis au lanceur s'étant le plus illustré en défensive dans la Ligue nationale, et un Gant doré équivalent dans la Ligue américaine. Dans le tableau ci-dessous, le nombre de prix remportés par les lauréats multiples est indiqué entre parenthèses.
| Année | Ligue nationale      | Équipe (s)                           | Ligue américaine             | Équipe (s)                             |
| ----- | -------------------- | ------------------------------------ | ---------------------------- | -------------------------------------- |
| 1957  | —                    | —                                    | Bobby Shantz (1)             | Yankees de New York                    |
| 1958  | Harvey Haddix (1)    | Reds de Cincinnati                   | Bobby Shantz (2)             | Yankees de New York                    |
| 1959  | Harvey Haddix (2)    | Pirates de Pittsburgh                | Bobby Shantz (3)             | Yankees de New York                    |
| 1960  | Harvey Haddix (3)    | Pirates de Pittsburgh                | Bobby Shantz (4)             | Yankees de New York                    |
| 1961  | Bobby Shantz (5)     | Pirates de Pittsburgh                | Frank Lary                   | Tigers de Détroit                      |
| 1962  | Bobby Shantz (6)     | Houston et Saint-Louis               | Jim Kaat (1)                 | Twins du Minnesota                     |
| 1963  | Bobby Shantz (7)     | Cardinals de Saint-Louis             | Jim Kaat (2)                 | Twins du Minnesota                     |
| 1964  | Bobby Shantz (8)     | Saint-Louis, Chicago et Philadelphie | Jim Kaat (3)                 | Twins du Minnesota                     |
| 1965  | Bob Gibson (1)       | Cardinals de Saint-Louis             | Jim Kaat (4)                 | Twins du Minnesota                     |
| 1966  | Bob Gibson (2)       | Cardinals de Saint-Louis             | Jim Kaat (5)                 | Twins du Minnesota                     |
| 1967  | Bob Gibson (3)       | Cardinals de Saint-Louis             | Jim Kaat (6)                 | Twins du Minnesota                     |
| 1968  | Bob Gibson (4)       | Cardinals de Saint-Louis             | Jim Kaat (7)                 | Twins du Minnesota                     |
| 1969  | Bob Gibson (5)       | Cardinals de Saint-Louis             | Jim Kaat (8)                 | Twins du Minnesota                     |
| 1970  | Bob Gibson (6)       | Cardinals de Saint-Louis             | Jim Kaat (9)                 | Twins du Minnesota                     |
| 1971  | Bob Gibson (7)       | Cardinals de Saint-Louis             | Jim Kaat (10)                | Twins du Minnesota                     |
| 1972  | Bob Gibson (8)       | Cardinals de Saint-Louis             | Jim Kaat (11)                | Twins du Minnesota                     |
| 1973  | Bob Gibson (9)       | Cardinals de Saint-Louis             | Jim Kaat (12)                | Minnesota et Chicago                   |
| 1974  | Andy Messersmith (1) | Dodgers de Los Angeles               | Jim Kaat (13)                | White Sox de Chicago                   |
| 1975  | Andy Messersmith (2) | Dodgers de Los Angeles               | Jim Kaat (14)                | White Sox de Chicago                   |
| 1976  | Jim Kaat (15)        | Phillies de Philadelphie             | Jim Palmer (1)               | Orioles de Baltimore                   |
| 1977  | Jim Kaat (16)        | Phillies de Philadelphie             | Jim Palmer (2)               | Orioles de Baltimore                   |
| 1978  | Phil Niekro (1)      | Braves d'Atlanta                     | Jim Palmer (3)               | Orioles de Baltimore                   |
| 1979  | Phil Niekro (2)      | Braves d'Atlanta                     | Jim Palmer (4)               | Orioles de Baltimore                   |
| 1980  | Phil Niekro (3)      | Braves d'Atlanta                     | Mike Norris (1)              | Athletics d'Oakland                    |
| 1981  | Steve Carlton        | Phillies de Philadelphie             | Mike Norris (2)              | Athletics d'Oakland                    |
| 1982  | Phil Niekro (4)      | Braves d'Atlanta                     | Ron Guidry (1)               | Yankees de New York                    |
| 1983  | Phil Niekro (5)      | Braves d'Atlanta                     | Ron Guidry (2)               | Yankees de New York                    |
| 1984  | Joaquín Andújar      | Cardinals de Saint-Louis             | Ron Guidry (3)               | Yankees de New York                    |
| 1985  | Rick Reuschel (1)    | Pirates de Pittsburgh                | Ron Guidry (4)               | Yankees de New York                    |
| 1986  | Fernando Valenzuela  | Dodgers de Los Angeles               | Ron Guidry (5)               | Yankees de New York                    |
| 1987  | Rick Reuschel (2)    | Pittsburgh et San Francisco          | Mark Langston (1)            | Mariners de Seattle                    |
| 1988  | Orel Hershiser       | Dodgers de Los Angeles               | Mark Langston (2)            | Mariners de Seattle                    |
| 1989  | Ron Darling          | Mets de New York                     | Bret Saberhagen              | Royals de Kansas City                  |
| 1990  | Greg Maddux (1)      | Cubs de Chicago                      | Mike Boddicker               | Red Sox de Boston                      |
| 1991  | Greg Maddux (2)      | Cubs de Chicago                      | Mark Langston (3)            | Angels de la Californie                |
| 1992  | Greg Maddux (3)      | Cubs de Chicago                      | Mark Langston (4)            | Angels de la Californie                |
| 1993  | Greg Maddux (4)      | Braves d'Atlanta                     | Mark Langston (5)            | Angels de la Californie                |
| 1994  | Greg Maddux (5)      | Braves d'Atlanta                     | Mark Langston (6)            | Angels de la Californie                |
| 1995  | Greg Maddux (6)      | Braves d'Atlanta                     | Mark Langston (7)            | Angels de la Californie                |
| 1996  | Greg Maddux (7)      | Braves d'Atlanta                     | Mike Mussina (1)             | Orioles de Baltimore                   |
| 1997  | Greg Maddux (8)      | Braves d'Atlanta                     | Mike Mussina (2)             | Orioles de Baltimore                   |
| 1998  | Greg Maddux (9)      | Braves d'Atlanta                     | Mike Mussina (3)             | Orioles de Baltimore                   |
| 1999  | Greg Maddux (10)     | Braves d'Atlanta                     | Mike Mussina (4)             | Orioles de Baltimore                   |
| 2000  | Greg Maddux (11)     | Braves d'Atlanta                     | Kenny Rogers (1)             | Rangers du Texas                       |
| 2001  | Greg Maddux (12)     | Braves d'Atlanta                     | Mike Mussina (5)             | Yankees de New York                    |
| 2002  | Greg Maddux (13)     | Braves d'Atlanta                     | Kenny Rogers (2)             | Rangers du Texas                       |
| 2003  | Mike Hampton         | Braves d'Atlanta                     | Mike Mussina (6)             | Yankees de New York                    |
| 2004  | Greg Maddux (14)     | Cubs de Chicago                      | Kenny Rogers (3)             | Rangers du Texas                       |
| 2005  | Greg Maddux (15)     | Cubs de Chicago                      | Kenny Rogers (4)             | Rangers du Texas                       |
| 2006  | Greg Maddux (16)     | Chicago et Los Angeles               | Kenny Rogers (5)             | Tigers de Détroit                      |
| 2007  | Greg Maddux (17)     | Padres de San Diego                  | Johan Santana                | Twins du Minnesota                     |
| 2008  | Greg Maddux (18)     | San Diego et Los Angeles             | Mike Mussina (7)             | Yankees de New York                    |
| 2009  | Adam Wainwright (1)  | Cardinals de Saint-Louis             | Mark Buerhle (1)             | White Sox de Chicago                   |
| 2010  | Bronson Arroyo       | Reds de Cincinnati                   | Mark Buerhle (2)             | White Sox de Chicago                   |
| 2011  | Clayton Kershaw      | Dodgers de Los Angeles               | Mark Buerhle (3)             | White Sox de Chicago                   |
| 2012  | Mark Buehrle (4)     | Marlins de Miami                     | Jeremy Hellickson Jake Peavy | Rays de Tampa Bay White Sox de Chicago |
| 2013  | Adam Wainwright (2)  | Cardinals de Saint-Louis             | R. A. Dickey                 | Blue Jays de Toronto                   |
| 2014  | Zack Greinke (1)     | Dodgers de Los Angeles               | Dallas Keuchel (1)           | Astros de Houston                      |
| 2015  | Zack Greinke (2)     | Dodgers de Los Angeles               | Dallas Keuchel (2)           | Astros de Houston                      |
| 2016  | Zack Greinke (3)     | Diamondbacks de l'Arizona            | Dallas Keuchel (3)           | Astros de Houston                      |
| 2017  | Zack Greinke (4)     | Diamondbacks de l'Arizona            | Marcus Stroman               | Blue Jays de Toronto                   |
| 2018  | Zack Greinke (5)     | Diamondbacks de l'Arizona            | Dallas Keuchel (4)           | Astros de Houston                      |
| 2019  | Zack Greinke (6)     | Diamondbacks de l'Arizona            | Mike Leake                   | Mariners de Seattle                    |
| 2020  | Max Fried            | Braves d'Atlanta                     | Griffin Canning              | Angels de Los Angeles                  |
| 2021  | Max Fried (2)        | Braves d'Atlanta                     | Dallas Keuchel (5)           | White Sox de Chicago                   |
| 2022  | Max Fried (3)        | Braves d'Atlanta                     | Shane Bieber                 | Guardians de Cleveland                 |

## Gagnants les plus fréquents
Mis à jour après la saison 2022.
| - Total des Ligues majeures - Greg Maddux : 18, tous dans la Ligue nationale - Jim Kaat : 16, dont 14 dans la Ligue américaine - Bob Gibson : 9, tous dans la Ligue nationale - Bobby Shantz : 8, quatre comme joueur de chaque ligue - Mark Langston : 7, tous dans la Ligue américaine - Mike Mussina : 7, tous dans la Ligue américaine |  | - Ligue nationale - Greg Maddux : 18 - Bob Gibson : 9 - Zack Greinke : 6 - Phil Niekro : 5 - Bobby Shantz : 4 |  | - Ligue américaine - Jim Kaat : 14 - Mark Langston : 7 - Mike Mussina : 7 - Ron Guidry : 5 - Dallas Keuchel : 5 - Kenny Rogers : 5 |